# RK Koper
El Rokometni Klub Cimos Koper fue un equipo de balonmano de la localidad eslovena de Koper, que militaba en la MIK 1. A, siendo uno de los equipos más importantes del país junto con el RK Celje Pivovarna Lasko y el RK Gorenje Velenje.
A nivel internacional llegó a ganar la Challenge Cup en 2011, superando en la final al SL Benfica portugués.
Desapareció en 2013 debido a deudas financieras.

## Palmarés
- 1 Liga de Eslovenia: 2011

- 3 Copas de Eslovenia: 2008, 2009, 2011

- 1 EHF Challenge Cup: 2011